# 張明講
張明講（越南语：／；？—1841年）是越南阮朝時期的一位大臣、將軍。泰國史料稱之為將軍公（Ong Teng Kun，翁將軍）。

## 生平
張明講是嘉定省新平府平陽縣亨通村（今屬胡志明市）人，父親是戶部右參知張明誠。嘉隆十八年（1819年），張明講參加嘉定場鄉試，考中鄉貢。明命二年（1821年），初授清吏司司務，後歷任兵部郎中、僉事、署侍郎，後又改任刑部侍郎。明命十年（1829年），升署刑部參知，前往嘉定城捉拿效忠西山朝的後裔，總計逮捕四百多人。回朝後改以戶部左參知銜署理戶部尚書，兼管欽天監。明命十三年（1832年），升戶部尚書，權掌都察院印篆。次年（1833年），與禮部尚書潘輝湜擔任欽修《列聖實錄》總裁。
1833年，黎文在嘉定發動叛亂，張明講被明命帝任命為參贊，與阮春駐軍安江平叛。暹羅軍隊進入柬埔寨（真臘）、嘉定，公開支持黎文。張明講率軍到達柬埔寨，擊敗暹羅軍，安江巡撫黎大綱駐守南榮城（今金邊），挾持柬埔寨國王安贊二世（匿螉禛）對抗暹羅。張明講、阮春自南榮城進兵，擊敗暹羅軍隊，奪取了菩薩城。此後，張明講奉命駐守南榮城，監視柬埔寨內政。
1835年，安贊二世逝世，張明講立其女安眉為王，大權皆歸張明講，安眉只是個傀儡而已。他在柬埔寨推行越南化政策，讓越南人來到柬埔寨墾荒，引起柬埔寨人的不滿，張明講又將安眉擄往嘉定（今越南胡志明市），將柬埔寨國改為鎮西城，由阮朝朝廷直接統治。
不過張明講的此舉激怒了柬埔寨人，柬埔寨人紛紛揭竿而起。在謝光巨的建議下，紹治帝召張明講回朝。行至安江，張明講因為羞憤而突然死去。大衛·錢德勒認為張明講是被捕下獄後自殺身亡。柬埔寨史料則稱張明講為了逃避皇帝的懲罰，與另外兩名高級將軍服毒自殺。紹治帝追奪其將軍職，但念其有平定黎文之亂、擊退暹羅之功，追贈協辦大學士官職，但不予賜諡號。後諡文懿。
張明講夫婦墓位於今胡志明市旧邑郡第七坊，今已荒廢。

## 子女
子張明詩，領七品俸祿。

## 腳註
1. ↑  เจ้าพระยาทิพากรวงศ์ (ขำ บุนนาค). . .   [2019-07-04]. （原始内容存档于2021-04-17）.
2. ↑  金应熙. . 中山大学学报(社会科学版). 1979, (1): 92. ISSN 1000-9639.
3. ↑  .   [2018-05-20]. （原始内容存档于2018-05-20）.
4. ↑  Chandler, David P.  4th. Westview Press. 2008: 162. ISBN 0813343631.
5. ↑  .   [2019-02-18]. （原始内容存档于2019-02-18） （高棉语）.
6. ↑  .   [2014-03-30]. （原始内容存档于2016-03-05）.
7. ↑  Hà Đình Nguyên. . Báo Thanh Niên. 2015-10-29  [2024-11-07] （越南语）.